# Rhynchostegiella semitorta
Rhynchostegiella semitorta là một loài rêu trong họ Brachytheciaceae. Loài này được A. Jaeger Herzog mô tả khoa học đầu tiên năm 1916.